# My Weakness
Pour plus de détails, voir Fiche technique et Distribution.
My Weakness est un film américain réalisé par David Butler, sorti en 1933.

## Fiche technique
- Titre : My Weakness
- Réalisation : David Butler
- Scénario : Buddy DeSylva et Bert Hanlon
- Photographie : Arthur C. Miller
- Montage : Irene Morra
- Pays de production : États-Unis
- Format : Noir et blanc - 1,37:1
- Genre : comédie
- Durée : 73 minutes
- Date de sortie : 1933

## Distribution
- Lilian Harvey : Looloo Blake
- Lew Ayres : Ronnie Gregory
- Charles Butterworth : Gerald Gregory
- Harry Langdon : Dan Cupid
- Sid Silvers (en) : Maxie
- Irene Bentley (en) : Jane Holman
- Henry Travers : Ellery Gregory
- Adrian Rosley : Baptiste
- Mary Howard : Diana Griffith
- Irene Ware : Eve Millstead
- Barbara Weeks : Lois Crowley
- Susan Fleming : Jacqueline Wood